# Saint-Babel
Saint-Babel ist eine französische Gemeinde mit 942 Einwohnern (Stand: 1. Januar 2022) im Département Puy-de-Dôme in der Region Auvergne-Rhône-Alpes (vor 2016 Auvergne). Sie gehört zum Arrondissement Issoire und zum Kanton Issoire.

## Geographie
Saint-Babel liegt etwa 24 Kilometer südsüdöstlich von Clermont-Ferrand. Umgeben wird Saint-Babel von den Nachbargemeinden Vic-le-Comte im Norden und Nordwesten, Pignols im Norden, Manglieu im Osten, Aulhat-Flat im Süden, Orbeil im Südwesten sowie Yronde-et-Buron im Westen.

## Bevölkerungsentwicklung
| Jahr                       | 1962 | 1968 | 1975 | 1982 | 1990 | 1999 | 2006 | 2013 |
| Einwohner                  | 618  | 596  | 591  | 624  | 648  | 754  | 830  | 929  |
| Quellen: Cassini und INSEE |      |      |      |      |      |      |      |      |

## Sehenswürdigkeiten
- Kirche Saint-Nabylas